# Thietmar (margrave de la Marche de l’Est saxonne)
Thietmar, né vers 990 et mort le 10 janvier 1030, est un comte en Saxe qui fut margrave de la marche de l'Est saxonne de 1015 jusqu’à sa mort, fils et successeur de son père Gero II.

## Biographie
Thietmar, quelquefois appelé Thietmar II pour le distinguer de son grand-père Thietmar de Misnie, était le seul fils du comte Gero II et de son épouse Adelaide. Un descendant du duc Hermann Billung, son père disposait sur des vastes possessions dans la région d'Ostphalie, à la frontière orientale du duché de Saxe, et fut nommé margrave (marchio) de la marche de l'Est saxonne après la mort de son parent Odo Ier (Hodo) en 993. 
Gero avait été un adepte de la renovatio imperii des Ottoniens et également des dispositions envisagées au congrès de Gniezno ; néanmoins, à partir de 1002, il a vu de grandes parties de sa marche dévastées dans la guerre germano-polonaise entre le nouveau roi Henri II et Boleslas Ier de Pologne. En 1015, il a été tué au cours d’une bataille contre l'armée polonaise près de Krosno sur l'Oder.
Henri II, empereur depuis 1014, a désigné Thietmar pour prendre la succession de son père. Par l'effet du traité de Bautzen, signé en 1018, il perdit alors une partie de la marche de l'Est saxonne placée sous le contrôle de la Pologne. De surcroît, il a dû faire face aux attaques répétées de Siegfried, fils du margrave Odo Ier, qui est revenu pour réclamer l’héritage de son père, mais il a malgré tout réussi à s'affirmer.  
Les tensions entre le Saint-Empire et la Pologne se sont poursuivies. En 1028, l'armée du roi Mieszko II de Pologne a lancé une nouvelle attaque contre la marche de l’Est saxonne. L’empereur Conrad II le Salique et son armée ont rapidement quitté la Saxe et ont fait un voyage long et pénible pour venir assiéger les Polonais à Bautzen. Pendant ce temps, Bretislav, le fils du duc Ulrich de Bohême, est venu au secours de l’empereur en envahissant et en conquérant la Moravie qui avait été perdue par la Bohême en 1003. Malgré cette aide, le siège de Bautzen a échoué l'année suivante et Conrad est retourné en Rhénanie pour passer l’hiver, laissant la défense de la région entre les mains de Thietmar et du comte Thierry II de Brehna et d'Eilenbourg.
Thietmar est décédé au début de l’an 1030. Profitant de sa mort, Mieszko a pillé la région entre la Saale et l’Elbe, attaquant et incendiant des centaines de villages. Le margrave a été inhumé à l'abbaye de Helmarshausen. Son fils Odo II lui a succédé. Sa fille Oda s’est mariée avec Guillaume III, comte de Weimar, ensuite avec Dedo II de Wettin.